# Copa del Rey 2015/16
Die Copa del Rey 2015/16 war die 112. Austragung des spanischen Fußballpokals.
Der Wettbewerb startete am 27. August 2015 und endete mit dem Finale am 22. Mai 2016. Titelverteidiger des Pokalwettbewerbs war FC Barcelona.

## Teilnehmende Mannschaften
| Primera División 20 Vereine der Saison 2014/15 | Segunda División 21 Vereine der Saison 2014/151 | Segunda División B 24 Vereine, die in der Saison 2014/15 in den vier Gruppen unter den ersten fünf platziert waren und die fünf folgenden Mannschaften mit den meisten Punkten2 | Tercera División die 18 Meister der Tercera División 2014/153 |
| FC Barcelona Real Madrid Atlético Madrid FC Valencia FC Sevilla FC Villarreal Athletic Bilbao Celta Vigo FC Málaga Espanyol Barcelona Rayo Vallecano Real Sociedad FC Elche Levante UD FC Getafe Deportivo La Coruña FC Granada SD Eibar UD Almería FC Córdoba | Betis Sevilla Sporting Gijón FC Girona UD Las Palmas Real Valladolid Real Saragossa SD Ponferradina CD Mirandés UE Llagostera CD Leganés AD Alcorcón CD Numancia Deportivo Alavés Albacete Balompié CD Lugo RCD Mallorca CD Teneriffa CA Osasuna Racing Santander Recreativo Huelva CE Sabadell | - Gruppe 1 Real Oviedo Real Murcia Racing de Ferrol UD Logroñés CD Guijuelo SD Compostela‡ Cultural Leonesa‡ - Gruppe 2 SD Huesca CD Guadalajara Real Unión Irún CD Tudelano† FC Barakaldo† UD Socuéllamos‡ - Gruppe 3 Gimnàstic de Tarragona Huracán Valencia CF FC Reus Hércules Alicante Club Lleida Esportiu CD Alcoyano‡ - Gruppe 4 FC Cádiz UCAM Murcia CF CF Villanovense Real Linense† UD Melilla† | - Gruppe 1 FC Pontevedra - Gruppe 2 Condal Club - Gruppe 3 CD Laredo - Gruppe 4 Club Portugalete - Gruppe 5 FC Ascó - Gruppe 6 CD Castellón - Gruppe 7 Rayo Majadahonda - Gruppe 8 Arandina CF - Gruppe 9 Linares Deportivo - Gruppe 10 FC Algeciras - Gruppe 11 SD Formentera - Gruppe 12 CD Mensajero - Gruppe 13 FC Jumilla - Gruppe 14 Mérida AD - Gruppe 15 Peña Sport FC - Gruppe 16 CD Varea - Gruppe 17 CD Ebro - Gruppe 18 CF Talavera de la Reina |

1 FC Barcelona B als B-Mannschaft nicht teilnahmeberechtigt

2 unter Ausschluss von B-Mannschaften

3 wird eine B-Mannschaft Meister, rückt automatisch die bestplatzierte A-Mannschaft der jeweiligen Liga nach

† für eine B-Mannschaft nachgerückt

‡ als Punktbester qualifiziert

## Modus
Das Turnier wird im K.-o.-System ausgespielt. Gespielt wird in den ersten drei Runden nur in einem Spiel – bei Unentschieden wird mit Verlängerung, ggf. Elfmeterschießen eine Entscheidung gesucht. Ab der Runde der letzten 32 werden die Duelle in Hin- und Rückspiel ausgetragen. In der Copa del Rey gelten die gleichen Regeln wie bei UEFA-Wettbewerben (Auswärtstorregel). Das Finale wird in einem Spiel ausgetragen, der Sieger bei Unentschieden durch Verlängerung bzw. Elfmeterschießen gesucht.
Für die Qualifikation zur Copa del Rey ist die Vorsaison, bei den Auslosungen ist die Ligazugehörigkeit der aktuellen Saison maßgeblich.
Nachwuchs- und Reservemannschaften von Vereinen, die auch in der Copa del Rey spielberechtigt sind, sind nicht zugelassen.
Einige Mannschaften sind von bestimmten Runden freigestellt:
- In der ersten Hauptrunde spielen die Mannschaften der Tercera División und der Segunda División B.
- In der zweiten Hauptrunde stoßen die Mannschaften der Segunda División zu den Clubs der Segunda División B und Tercera División hinzu.
- In der dritten Hauptrunde spielen diese Teams die Gegner der Erstligisten aus.
- In der Runde der letzten 32 kommen die Mannschaften der Primera División hinzu.
- In der Copa del Rey wird mit Freilosen in den ersten Runden gearbeitet, um auf eine gerade Anzahl an Teilnehmern zu kommen.

## Erste Hauptrunde
Zur ersten Hauptrunde des Wettbewerbes waren 36 Mannschaften, die in der Saison 2014/15 in der Segunda División B und der Tercera División spielen, qualifiziert. Die Auslosung fand am 21. Juli 2015 wie alle weiteren Auslosungen auch in der Ciudad del Fútbol in Las Rozas de Madrid statt. Es wurden 18 Paarungen ausgelost und sieben Freilose vergeben. Dabei wurden auch die Paarungen für die zweite Hauptrunde bestimmt.
Die Spiele wurden am 27. August und 2. September 2015 ausgetragen.
|                      | Ergebnis              |                         |
| -------------------- | --------------------- | ----------------------- |
| Mérida AD            | 0:3                   | Peña Sport FC           |
| CD Tudelano          | 3:2                   | SD Compostela           |
| CD Mensajero         | 2:0                   | Rayo Majadahonda        |
| Condal Club          | 1:4 n. V.             | Arandina CF             |
| CD Ebro              | 2:2 n. V. (4:3 i. E.) | Real Unión Irún         |
| CD Varea             | 2:3                   | Cultural Leonesa        |
| CD Laredo            | 2:0                   | Racing Santander        |
| CD Guadalajara       | 0:2                   | CF Talavera de la Reina |
| CE Sabadell          | 1:1 n. V. (2:4 i. E.) | CD Castellón            |
| CD Guijuelo          | 1:0                   | FC Pontevedra           |
| CD Alcoyano          | 1:2                   | SD Formentera           |
| FC Reus              | 2:0                   | FC Ascó                 |
| UD Socuéllamos       | 2:1                   | Club Portugalete        |
| Club Lleida Esportiu | 3:1                   | Hércules Alicante       |
| Real Linense         | 1:0                   | Recreativo Huelva       |
| Real Murcia          | 0:1                   | FC Cádiz                |
| Linares Deportivo    | 2:1                   | FC Jumilla              |
| UD Melilla           | 0:1                   | FC Algeciras            |

Freilose: FC Barakaldo, UCAM Murcia CF, CF Villanovense, Racing de Ferrol, UD Logroñés, Huracán Valencia CF

## Zweite Hauptrunde
In der zweiten Hauptrunde traten die Mannschaften aus der Segunda División dem Wettbewerb bei.
Die Spiele wurden dem 9. und 10. September 2015 ausgetragen.
|                         | Ergebnis              |                   |
| ----------------------- | --------------------- | ----------------- |
| CD Mensajero            | 0:1 n. V.             | FC Cádiz          |
| CD Ebro                 | 1:0 n. V.             | CD Tudelano       |
| Huracán Valencia CF     | 2:0                   | UD Socuéllamos    |
| CD Laredo               | 3:1                   | Cultural Leonesa  |
| UD Almería              | 3:3 n. V. (4:3 i. E.) | FC Elche          |
| FC Barakaldo            | 3:1                   | SD Formentera     |
| UCAM Murcia CF          | 2:1                   | FC Algeciras      |
| Club Lleida Esportiu    | 2:0                   | CD Guijuelo       |
| Arandina CF             | 2:4                   | FC Reus           |
| Gimnàstic de Tarragona  | 2:2 n. V. (5:4 i. E.) | FC Girona         |
| CD Leganés              | 2:0                   | CD Teneriffa      |
| FC Córdoba              | 0:1                   | CD Lugo           |
| CD Mirandés             | 13:0 1                | CA Osasuna        |
| UE Llagostera           | 2:1 n. V.             | Albacete Balompié |
| AD Alcorcón             | 0:1                   | SD Ponferradina   |
| CD Numancia             | 0:1                   | Deportivo Alavés  |
| CF Talavera de la Reina | 0:2                   | Real Linense      |
| UD Logroñés             | 2:1                   | Linares Deportivo |
| Racing de Ferrol        | 1:0                   | CD Castellón      |
| CF Villanovense         | 3:2                   | Peña Sport FC     |
| Real Oviedo             | 2:1                   | Real Valladolid   |
| RCD Mallorca            | 0:2                   | SD Huesca         |

Freilos: Real Saragossa

## Dritte Hauptrunde
Die Auslosung fand am 18. September 2015 statt. Die Spiele wurden am 14. und 15. Oktober 2015 ausgetragen.
|                 | Ergebnis              |                        |
| --------------- | --------------------- | ---------------------- |
| UD Logroñés     | 2:2 n. V. (5:4 i. E.) | UCAM Murcia CF         |
| Real Linense    | 2:0                   | CD Ebro                |
| FC Barakaldo    | 1:0                   | Huracán Valencia CF    |
| CF Villanovense | 2:1                   | Racing de Ferrol       |
| FC Reus         | 2:1 n. V.             | Club Lleida Esportiu   |
| FC Cádiz        | 1:0                   | CD Laredo              |
| SD Ponferradina | 1:0 n. V.             | CD Lugo                |
| UD Almería      | 2:1                   | Gimnàstic de Tarragona |
| CD Leganés      | 3:1                   | Deportivo Alavés       |
| Real Saragossa  | 1:2                   | UE Llagostera          |
| Real Oviedo     | 2:3 n. V.             | CD Mirandés            |

Freilos: SD Huesca

## Runde der letzten 32
In der Runde der letzten 32 stießen zu den elf Siegern aus den Partien der dritten Hauptrunde und einer Mannschaft, welche ein Freilos erhielt, die Teams aus der Primera División.
Die Auslosung fand am 16. Oktober 2015 mit fünf Lostöpfen statt.
| Topf 1 (Segunda División B)                                                      | Topf 2 (Champions League)                                       | Topf 3 (Europa League)        | Spezialtopf 1 (Segunda División)                                | Spezialtopf 2 (Primera División) |
| -------------------------------------------------------------------------------- | --------------------------------------------------------------- | ----------------------------- | --------------------------------------------------------------- | --- |
| FC Barakaldo FC Cádiz SD Huesca UD Logroñés Real Linense FC Reus CF Villanovense | Atlético Madrid FC Barcelona Real Madrid FC Sevilla FC Valencia | Athletic Bilbao FC Villarreal | UD Almería UE Llagostera CD Leganés CD Mirandés SD Ponferradina | Betis Sevilla Celta Vigo Deportivo La Coruña SD Eibar Espanyol Barcelona FC Getafe FC Granada UD Las Palmas UD Levante FC Málaga Real Sociedad Rayo Vallecano Sporting Gijón |

Zunächst wurde den Mannschaften in Topf 1 ein Gegner aus Topf 2 zugelost, den verbleibenden Mannschaften aus Topf 1 dann ein Gegner aus Topf 3. Danach wurde den Mannschaften aus Spezialtopf 1 ein Gegner aus Spezialtopf 2 zugelost und anschließend wurden die Paarungen aus den übrigen Vereinen der Primera División ermittelt.
Die Hinspiele wurden am 2. und 3. Dezember ausgetragen, die Rückspiele fanden vom 15. bis zum 17. Dezember 2015 statt.
|                 | Gesamt    |                     | Hinspiel | Rückspiel |
| --------------- | --------- | ------------------- | -------- | --------- |
| FC Cádiz        | 2Wert. 2  | Real Madrid         | 1:3      | —         |
| CF Villanovense | 31:6 3    | FC Barcelona        | 0:0      | 1:6       |
| FC Barakaldo    | 1:5       | FC Valencia         | 1:3      | 0:2       |
| FC Reus         | 1:3       | Atlético Madrid     | 1:2      | 0:1       |
| UD Logroñés     | 0:5       | FC Sevilla          | 0:3      | 0:2       |
| Real Linense    | 0:8       | Athletic Bilbao     | 0:2      | 0:6       |
| SD Huesca       | 3:4       | FC Villarreal       | 3:2      | 0:2       |
| UD Almería      | 1:4       | Celta Vigo          | 1:3      | 0:1       |
| CD Leganés      | (a)2:2(a) | FC Granada          | 2:1      | 0:1       |
| UE Llagostera   | 2:3       | Deportivo La Coruña | 1:2      | 1:1       |
| CD Mirandés     | 3:1       | FC Málaga           | 2:1      | 1:0       |
| SD Ponferradina | 3:4       | SD Eibar            | 3:0      | 0:4       |
| Betis Sevilla   | 5:3       | Sporting Gijón      | 2:0      | 3:3       |
| UD Levante      | 2:3       | Espanyol Barcelona  | 1:1      | 1:2       |
| UD Las Palmas   | 3:2       | Real Sociedad       | 2:1      | 1:1       |
| Rayo Vallecano  | (a)3:3(a) | FC Getafe           | 2:0      | 1:3       |

## Achtelfinale
Die Auslosung für die Spiele des Achtelfinales fand am 18. Dezember 2015 statt. Die Hinspiele wurden am 6. Januar, die Rückspiele am 13. Januar 2016 ausgetragen.
|                 | Gesamt |                     | Hinspiel | Rückspiel |
| --------------- | ------ | ------------------- | -------- | --------- |
| FC Barcelona    | 6:1    | Espanyol Barcelona  | 4:1      | 2:0       |
| FC Valencia     | 7:0    | FC Granada          | 4:0      | 3:0       |
| CD Mirandés     | 4:1    | Deportivo La Coruña | 1:1      | 3:0       |
| FC Cádiz        | 0:5    | Celta Vigo          | 0:3      | 0:2       |
| Betis Sevilla   | 0:6    | FC Sevilla          | 0:2      | 0:4       |
| Athletic Bilbao | 4:2    | FC Villarreal       | 3:2      | 1:0       |
| SD Eibar        | 4:6    | UD Las Palmas       | 2:3      | 2:3       |
| Rayo Vallecano  | 1:4    | Atlético Madrid     | 1:1      | 0:3       |

## Viertelfinale
Die Auslosung für die Spiele des Viertelfinales fand am 15. Januar 2016 statt. Die Hinspiele wurden am 20. und 21. Januar, die Rückspiele am 27. und 28. Januar 2016 ausgetragen.
|                 | Gesamt |                 | Hinspiel | Rückspiel |
| --------------- | ------ | --------------- | -------- | --------- |
| FC Valencia     | 2:1    | UD Las Palmas   | 1:1      | 1:0       |
| Athletic Bilbao | 2:5    | FC Barcelona    | 1:2      | 1:3       |
| FC Sevilla      | 5:0    | CD Mirandés     | 2:0      | 3:0       |
| Celta Vigo      | 3:2    | Atlético Madrid | 0:0      | 3:2       |

## Halbfinale
Die Hinspiele wurden am 3. und 4. Februar 2016 ausgetragen, die Rückspiele fanden am 10. und 11. Februar 2016 statt.
|              | Gesamt |             | Hinspiel | Rückspiel |
| ------------ | ------ | ----------- | -------- | --------- |
| FC Barcelona | 8:1    | FC Valencia | 7:0      | 1:1       |
| FC Sevilla   | 6:2    | Celta Vigo  | 4:0      | 2:2       |

## Finale
| FC Barcelona                                                          | FC Barcelona | FC Sevilla | FC Sevilla |
| --------------------------------------------------------------------- | --- | --- | ---------- |
| FC Barcelona                                                          | \| 22. Mai 2016 um 21:30 Uhr (MESZ) in Madrid (Estadio Vicente Calderón) \| \| Ergebnis: 2:0 n. V. \| \| Zuschauer: 54.907 \| \| Schiedsrichter: Carlos del Cerro Grande \|                                                                           | \| 22. Mai 2016 um 21:30 Uhr (MESZ) in Madrid (Estadio Vicente Calderón) \| \| Ergebnis: 2:0 n. V. \| \| Zuschauer: 54.907 \| \| Schiedsrichter: Carlos del Cerro Grande \|                                                    | FC Sevilla |
| FC Barcelona                                                          | Marc-André ter Stegen – Dani Alves, Gerard Piqué, Javier Mascherano, Jordi Alba (120. Sergi Roberto) – Ivan Rakitić (46. Jérémy Mathieu), Sergio Busquets, Andrés Iniesta – Lionel Messi, Luis Suárez (57. Rafinha), Neymar Cheftrainer: Luis Enrique | Sergio Rico – Mariano (80. Jewhen Konopljanka), Daniel Carriço, Adil Rami, Sergio Escudero – Grzegorz Krychowiak, Vicente Iborra (105. Fernando Llorente) – Coke , Éver Banega, Vitolo – Kevin Gameiro Cheftrainer: Unai Emery | FC Sevilla |
| FC Barcelona                                                          | 1:0 Jordi Alba (97.) 2:0 Neymar (120.+2') | | FC Sevilla |
| FC Barcelona                                                          | Jordi Alba (87.), Neymar (89.), Dani Alves (90.), Andrés Iniesta (90.) | Adil Rami (73.), Vitolo (75.), Vicente Iborra (90.+5'), Grzegorz Krychowiak (92.), Jewhen Konopljanka (102.), Sergio Escudero (104.), Kevin Gameiro (114.), Daniel Carriço (120.+1')                                           | FC Sevilla |
| FC Barcelona                                                          | Daniel Carriço (120.+1') | | FC Sevilla |
| FC Barcelona                                                          | Javier Mascherano (36.) | Éver Banega (90.+2') | FC Sevilla |
| 22. Mai 2016 um 21:30 Uhr (MESZ) in Madrid (Estadio Vicente Calderón) | | |            |
| Ergebnis: 2:0 n. V.                                                   | | |            |
| Zuschauer: 54.907                                                     | | |            |
| Schiedsrichter: Carlos del Cerro Grande                               | | |            |